# 第五訪
第五訪（？年—159年），字仲謀，京兆長陵縣（今陝西咸陽東北）人，东汉政治人物。東漢司空第五倫族孫。

## 生平
第五訪年少孤貧，所以經常為人耕種以供養兄嫂。一有空閒時間，就讀書學藝。第五訪任郡功曹，後被薦舉為孝廉，補任新都令。第五訪治政有方，三年之內，鄰縣百姓都來投奔，戶口增加了十倍。
第五訪升任張掖太守，時大旱造成飢荒，一石粟要幾千錢，第五訪打開糧倉賑濟災民。有官吏擔心未經批准開糧倉會被追究而提出先上奏朝廷。第五訪說：「若是上書再行事，就是棄百姓不顧。我願用自己的性命擔保來救百姓！」於是繼續拿出糧食分給百姓。因此事漢順帝特發詔書，嘉獎第五訪賑濟災民的事跡。保全了一郡百姓。一年多後，官民並豐，界無姦盜。
後來第五訪調任南陽太守，離任後被授予護羌校尉，邊境地區的人都服其威信。第五訪在任內逝世。

## 延伸阅读
[在维基数据编辑]
 《後漢書/卷76》，出自范晔《後漢書》